# Фрадков Михайло Юхимович
Миха́йло Юхи́мович Фрадко́в (нар. 1 вересня 1950, с. Курумоч, Красноярський район, Куйбишевська область, РРФСР) — російський політик.
Голова уряду Російської Федерації (з 5 березня 2004 за 12 вересня 2007 року), директор Служби зовнішньої розвідки Росії (з 6 жовтня 2007 до 5 жовтня 2016 року).

## Життєпис

### Освіта
- 1972 — закінчив Московський верстатоінструментальний інститут[ru].
- 1981 — закінчив Всесоюзну академію зовнішньої торгівлі.
- Володіє англійською та іспанською мовами.

### Кар'єра

Країни, в яких Михайло Фрадков потрапив під санкції

- 1973—1975 — працював в апараті радника з економічних питань при посольстві СРСР в Індії.
- З 1975 року працював в зовнішньоторговельному об'єднанні «Тяжпромекспорт».
- З 1984 року працював на різних посадах в Головному управлінні поставок, в Головному управлінні координації та регулювання зовнішньоекономічних операцій міністерства зовнішніх економічних зв'язків СРСР.
- У 1991—1992 роках — старший радник Постійного представництва РФ при відділенні ООН і інших міжнародних організацій в Женеві.
- У 1993—1997 роках — перший заступник міністра зовнішніх економічних зв'язків РФ.
- З 1997 року — тимчасовий виконувач обов'язків міністра зовнішніх економічних зв'язків і торгівлі РФ.
- У 1997—1998 роках — міністр зовнішніх економічних зв'язків і торгівлі РФ.
- У квітні 1998 року пішов у відставку з посади міністра зовнішніх економічних зв'язків і торгівлі РФ.
- У 1997—1998 роках був членом Урядової комісії з питань Співдружності Незалежних Держав і Комісії уряду РФ по оперативних питаннях.
- З квітня 1998 року — голова ради директорів компанії «Інгосстрах», одночасно з грудня 1998 року очолював секцію по страхуванню в Консультативній Раді з іноземних інвестицій під патронажем Євгенія Примакова.
- Лютий — травень 1999 року — генеральний директор страхової компанії «Інгосстрах».
- У травні 1999 року посів посаду міністра торгівлі РФ у складі уряду Сергія Степашина і зберіг його при формуванні кабінету Володимира Путіна в серпні 1999 року до березня 2000 року.
- 28 березня 2001 року призначений на пост директора Федеральної служби податковій поліції РФ.
- У березні 2003 року після скасування ФСНП призначений повноважним представником Росії при ЄС в ранзі федерального міністра.
- У червні 2003 року призначений спеціальним представником Президента Російської Федерації з питань розвитку відносин з Європейським союзом (із збереженням колишньої посади).
- З 5 березня 2004 року очолював кабінет міністрів Російської Федерації.
- 12 вересня 2007 року подав у відставку з посади прем'єра, з мотивацією дати простір для кадрових рішень президенту Росії Путіну напередодні виборів в Думу і президентських виборів.
- 6 жовтня 2007 — 5 жовтня 2016 року — директор Служби зовнішньої розвідки Росії.
- 6 квітня 2018 року включений до списку санкцій США в числі 17 урядовців та 7 бізнесменів з Росії[4].

## Санкції
Як чен Ради безпеки, який консультує і координує питання національної безпеки, Фрадков брав участь у формуванні політики російського уряду, що загрожує територіальній цілісності, суверенітету і незалежності України. Фрадков є підсанкційною особою багатьох країн.

## Родина
Одружений, має двох синів.
Син — Фрадков Павло Михайлович (перший помічник управляючого ділами президента Російської Федерації)